# René Wagner
René Wagner (* 31. Oktober 1972 in Brünn) ist ein ehemaliger tschechischer Fußballspieler und nunmehriger -trainer.

## Spielerkarriere

### Verein
René Wagner begann seine Profikarriere bei Boby Brünn. Er spielte für den Verein bis 1996, ehe der Stürmer vom damaligen österreichischen Meister Rapid Wien abgeworben wurde. Wagner wurde bald einer der wichtigsten Spieler des Vereins. Gleich in der ersten Saison für Rapid wurde er 1996/97 mit 21 Treffern Torschützenkönig der Bundesliga.
In acht Jahren in Hütteldorf schoss er insgesamt 90 Tore in 261 Pflichtspielen für den Verein, spielte in der Champions League und wurde vier Mal österreichischer Vizemeister. Ein Titelgewinn blieb Wagner jedoch versagt. Im Sommer 2004 wechselte Wagner schließlich zum Ligakonkurrenten SV Mattersburg, da er langsam von jüngeren Spielern verdrängt wurde.
2006 kehrte Wagner zum 1. FC Brünn zurück, im Juni 2008 beendete er seine Profikarriere. Von 2008 bis 2010 spielte René Wagner für den SV Leobendorf in der 1. Landesliga Niederösterreich, ehe er 2010 beim tschechischen Viertligisten Sparta Brünn seine Karriere als aktiver Fußballer ausklingen ließ.

### Erfolge
- Österreichischer Vizemeister: 1997, 1998, 1999, 2001 (Rapid Wien)
- Österreichischer Torschützenkönig: 1997 (Rapid Wien)

### Nationalmannschaft
René Wagner absolvierte in den Jahren 1995 bis 2001 insgesamt elf Länderspiele für Tschechien und erzielte dabei drei Tore.

## Trainerkarriere
Wagner arbeitete nach dem Ende seiner Profilaufbahn zunächst als Assistent bei der B-Mannschaft des 1. FC Brünn, anschließend betreute der ehemalige Angreifer zunächst die B-Junioren des Vereins, danach die A-Jugend. Im Januar 2016 gab der österreichische Zweitligist SC Wiener Neustadt die Verpflichtung Wagners als Co-Trainer von Günter Kreissl bekannt. Nachdem Kreissl beim Erstligisten SK Sturm Graz einen Vertrag als sportlicher Geschäftsführer unterschrieben hatte, wurde Wagner Cheftrainer von Wiener Neustadt.
Im Mai 2017 trennten sich die Niederösterreicher von Wagner.